# Liste von Gleisanschlüssen des Bahnhofs Leipzig-Plagwitz
Die Liste von Gleisanschlüssen des Bahnhofs Leipzig-Plagwitz listet historische Gleisanschlüsse des Bahnhofs Leipzig-Plagwitz mit Informationen zu den Nutzern, Mitnutzern und deren Anschrift auf.

## Legende
Die in der Tabelle verwendeten Spalten listen die nachfolgend erläuterten Informationen zu den Gleisanschlüssen des Bahnhofs Leipzig-Plagwitz Industriebahnhof aus verschiedenen Quellen auf:
- Anschluss: Anschlüsse A1–A100 laut Gleisplan und Landesarchiv Sachsen-Anhalt
- Stammgleis: Stammgleise PI–PXX laut Gleisplan und Landesarchiv Sachsen-Anhalt
- Nutzer/Mitnutzer: Anschließende Firmen laut Landesarchiv Sachsen-Anhalt
- Anschrift: Straßenadresse der anschließenden Firma, laut Aufsatz zur Industriearchitektur Plagwitz.
- Firma um 1900/Umbenennung/weitere Firmen: Anschließende Firma um 1900 und deren Nachfolger oder weitere Anschließer, laut Aufsatz zur Industriearchitektur Plagwitz
- Information aus Gleisplan: Anschließer laut Gleisplan Plagwitz (km 10,84) auf www.eythra.de/bf

## Auflistung der Anschlüsse
| Bezeichnung | Bezeichnung | Daten aus Landesarchiv | Daten aus Landesarchiv | Daten aus Aufsatz zur Industriearchitektur Plagwitz | Daten aus Aufsatz zur Industriearchitektur Plagwitz | Daten aus Aufsatz zur Industriearchitektur Plagwitz | Information aus Gleisplan              |
| Anschluss   | Stammgleis  | Nutzer | Mitnutzer | Anschrift                                           | Firma um 1900 | Umbenennung oder weitere Firmen | Firma                                  |
| ----------- | ----------- | --- | --- | --------------------------------------------------- | --- | --- | -------------------------------------- |
| A1          | PXIV        | | | Zschochersche Straße 79c                            | Kammgarnspinnerei Stöhr & Co. | ab 1948 VEB Mitteldeutsche Kammgarnspinnerei (Mika), ab 1967 Umbenennung in VEB Buntgarnwerke | VEB Mitteld. Kammspinnerei             |
| A2          | PVII        | | | Zschochersche Straße 79                             | Brauerei C. W. Naumann | ab 1948 VEB Sachsenbräu |                                        |
| A3          | PVI         | | |                                                     | | | VEB Bogenanlegerwerk                   |
| A4          | PVI         | | | Zschochersche Straße 69                             | Max Friedrich & Co. Maschinenfabrik | um 1942 auch Deutsche Reichspost, Postamt W31 |                                        |
| A5          | PVI         | | | Industriestraße 81–83                               | Flügel & Polter Gummiwarenfabrik | ab 1933 Flügel & Polter GmbH, ab 1948 VEB Leipziger Gummiwarenfabriken, ab 1968 VEB Elguwa Leipzig | VEB Elguwa                             |
| A6          | PVI         | Anschlussteil b: VVB Kautas Leipzig, Gummiwarenfabriken (1957–1958)                                                                                            | | Industriestraße 85–95                               | Consumverein Leipzig-Plagwitz und Umgebung | 1934 Umbenennung in Verbrauchergenossenschaft Leipzig GmbH, 1946 Neugründung der Konsumgenossenschaft Leipzig-Plagwitz | GHG Lebensmittel                       |
| A7          | PVI         | | | Gießerstraße 16                                     | Friedrich Hermann Wilhelm Lack-, Firniss- und Oelfarbenfabrik | | VEB BBG                                |
| A8          | PV          | | |                                                     | Grohmann & Frosch Verzinkerei und Wellblechwalzwerk | ab 1948 VEB Stahlbau und Verzinkerei | VEB Stahlbau und Verzinkerei           |
| A9          |             | | |                                                     | | |                                        |
| A10         | PI          | | | Engertstraße 13 / Karl-Heine-Straße 106–108         | Leipzig Lindenauer Gasanstalt | ab 1908 Thüringer Gasgesellschaft, ab 1942 Stadtverwaltung Leipzig, Gaswerke |                                        |
| A11         | PIX         | | | Nonnenstraße 50                                     | Hermann Haferkorn & Co. Kohlen Kommissions- und Agenturgeschäft | ab 1942 zu G. Alfred Schurich, Nutzholz und Holzbau, ab 1948 Lagerplatz des VEB Bodenbearbeitungsgeräte (BBG) |                                        |
| A12         | PIX         | | | Nonnenstraße 31                                     | Carl Friedrich Weber Holzzement-, Asphalt- und Dachpappen-Fabriken | seit 1888 auch Groitzscher Rohpappenfabrik GmbH ab, 1942 VEDAG Vereinigte Dachpappenfabriken AG, ab 1949 VEB Leipziger Werkstätten für Möbel und Innenausbau |                                        |
| A13         | PVIII       | VEB Leipziger Wollgarnfabrik Leipzig (später VEB Buntgarnwerke)                                                                                                | | Nonnenstraße 40–44                                  | Philipp Penin Gummiwarenfabrik Tittel & Krüger AG | ab 1926 Übernahme von Penin durch Fa. Tittel & Krüger, ab 1942 „Wollgarnfabrik Tittel & Krüger“ und „Sternwoll-Spinnerei AG“, ab 1948 Nutzung Nr. 40–42 durch Poliklinik Südwest, ab 1952 VEB Stöhr zum VEB Buntgarnwerke Leipziger, Zusammenlegung mit der Kammgarnspinnerei (ehemals Wollgarnfabrik) ab 1967 | VEB Wollgarnspinnerei                  |
| A14         | PVIII       | VEB Spachtelmassen und Farben Leipzig (früher Carl Reissmann Farbenfabrik) (1958–1972)                                                                         | | Erich-Zeigner-Allee 44                              | Westendbaugesellschaft (Lagerplatz) | ab 1908 auch H. Matz & Co., Kohlehandlung, ab 1942 auch G. Alfred Schurich Nutzholz und Holzbau, ab 1948 VEB Holzbearbeitendes Handwerk | Holzverarb. Handwerk / Fa. Reißmann    |
| A15         |             | | | Alte Straße 27/29                                   | Eisengießerei und Maschinenfabrik G. Mügge & Co. | ab 1942 Pittler Werkzeugmaschinenfabrik AG, Abt. Eisengießerei, ab 1948 BT des VEB Kyffhäuserhütte |                                        |
| A16         | PVa         | VEB Polygraph Buchbinderei-Maschinenwerke Leipzig (1955–1974)                                                                                                  | VEB Bodenbearbeitungsgeräte Leipzig (1971–1974) | Weißenfelser Straße 67, 69/71, 75 und 79/81         | Weydemeyer & Jahn Eisengießerei (Nr. 69/71), Dr. Heinrich König & Co. GmbH Chemische Fabrik, Fa. A. Finzel Eisenhandlung (Engertstraße 29), Rudolph Sack Maschinenfabrik (Nr. 67) | bis 1938 Verkauf des Geländes an Fa. Gebr. Brehmer, ab 1948 zum VEB Polygraph | VEB BBG                                |
| A17         | PIV         | VEB Land-, Bau- und Holzbearbeitungsmaschinen Leipzig, Bodenbearbeitungsgeräte (1958–1970)                                                                     | | Karl-Heine-Straße 95–99 und 101–105                 | Rudolph Sack | 1867 Bau des Wohnhauses der Fam. Sack (Nr. 95) 1869, Bau der Graugießerei für Landmaschinen, 1878 Anschluss an die sächs. Staatsbahn. | VEB BBG                                |
| A18         | PIX         | | | Erich-Zeigner-Allee 45a                             | G. Alfred Schurich, Nutzholz und Holzbau | ab 1948 Übernahme des Geländes durch die VEB Leipziger Bodenbearbeitungsgerätefabrik als Lagerplatz | VEB BBG                                |
| A19         |             | | |                                                     | | |                                        |
| A20         |             | | |                                                     | | |                                        |
| A21         |             | | |                                                     | | |                                        |
| A22         | PI          | VEB Straßen-, Gleis- und Tiefbau Leipzig (ehemals VEB Bau Leipzig) (1956–1958)                                                                                 | | Gießerstraße 8 und 10                               | Meier & Weichelt | ab 1948 VEB Leipziger Eisen- und Stahlwerke, ab 1966 Umbenennung in VEB Gießereianlagen, ab 1979 VEB GISAG | VEB Leipziger Eisen- und Stahlwerke    |
| A23         | PI          | VEB Leipziger Gummiwarenfabrik (früher Gustav Adolf Munkelt Leipzig) (1958–1959)                                                                               | |                                                     | | | VEB Leipziger Gummiwarenfabrik         |
| A24         | PX          | | |                                                     | | | VEB Stahlbau und Verzinkerei           |
| A25         |             | | |                                                     | | |                                        |
| A26         | PVIII       | Leipziger Chromo- und Kunstdruckpapierfabrik Gustav Najork AG Pächter: VEB Kohlenhandel Leipzig (1956–1964)                                                    | | Ernst-Mey-Straße 6/7                                | Ladestelle 2 und Güterabfertigung der Königlich Sächsischen Staatseisenbahnen | | Ladestelle II                          |
| A27         |             | | |                                                     | | |                                        |
| A28         | PIX         | Hermann Pohl KG, Kartonagenfabrik Leipzig (1962–1965) | | Erich-Zeigner-Allee 69–73                           | Friedrich Hermann Pohl, Cartonagenfabrik | ab 1908 H. Pohl Kartonagenfabrik m. Dampfbetrieb, Eigene Druckerei, Präge- und Vergolde-Anstalt, ab 1949 Firma H. Pohl KG Kartonagenfabrik |                                        |
| A29         | PX          | VEB Betonwerk Leipzig (spätere Angliederung an VE Wohnungsbaukombinat Leipzig) (1964–1971)                                                                     | |                                                     | | |                                        |
| A30         | PII/X       | VEB (K) Kies- und Mörtelwerk Leipzig (später VEB (K) Baustoffwerke Leipzig) (1957–1965)                                                                        | |                                                     | | |                                        |
| A31         |             | | |                                                     | | |                                        |
| A32         |             | | |                                                     | | |                                        |
| A33         | PXII        | | | Markranstädter Straße                               | C. F. Weithas Nachfahren | ab 1942 C. F. Weithas Nachf. GmbH Eisenwaren, ab 1950 Angliederung des Grundstückes an VEB Kirow |                                        |
| A34         | PX          | VEB Baumwollspinnerei Leipzig (1954–1966) | |                                                     | | | VEB Baumwollspinnerei                  |
| A35         | PXIII       | VEB Blechformungswerk Leipzig (1958–1964) | | Markranstädter Straße 1                             | Ferdinand Kunad Maschinenfabrik | um 1900 auch Metallfenster GmbH, 1917 Übernahme der Metallfenster durch die Fa. Eberspächer, ab 1936 Übernahme des gesamten Geländes durch die Fa. Eberspächer, ab 1949 VEB Blechverformungswerk Leipzig | VEB Blechverformung                    |
| A36         | PXIII       | VEB Industriewaren und Apparatebau Leipzig (1958–1969) Fa. Felix Lasse KG (1969–1970)                                                                          | | Markranstädter Straße 3                             | Felix Lasse Blechemballagenfabrik | um 1942 F. Lasse Blechwarenfabrik, ab 1952 BT des VEB Blechpackungen Meißen 1993/94 teilweiser Abriss und Sanierung | Fa. Lasse                              |
| A37         | PVI         | Hauptanschließer: VEB Schwermaschinenbau S. M. Kirow Leipzig (1965–1966)                                                                                       | | Naumburger Straße 28                                | Unruh & Liebig | 1899 wird die Firma durch die „Peniger Maschinenfabrik und Eisengießerei AG“ übernommen, ab 1946 SAG „Podjomnik“, 1952 Namensänderung in VEB S. M. Kirow | VEB S. M. Kirow                        |
| A38         | PXII        | Billhardt & Co. Leipzig, Drahtseilbahnfabrik | | Markranstädter Straße 4/6 und 8                     | Leipziger Drahtstiftfabrik M. Billhardt GmbH (Nr. 4/6) C. F. Weithas Nachf., Eisenhandlung (Nr. 8)                                                                                | nach 1936 Übernahme des Geländes durch Fa. Eberspächer (Nr. 4/6), nach 1948 zum VEB Blechverformungswerk, Gelände der Fa. Weithas nach 1950 zum VEB S. M. Kirow |                                        |
| A39         |             | | |                                                     | | |                                        |
| A40         | PXIX        | Eigentümer: Landesregierung Land Sachsen, Pächter: VEB Konsumgenossenschaft Leipzig (1953–1958)                                                                | |                                                     | | | GHG Lebensmittel                       |
| A41         | PVI         | Fa. Robert Hoppe, Hauptanschließer: VEB Bodenbearbeitungsgeräte Leipzig (1961–1962)                                                                            | | Gießerstraße 18                                     | Metallgießerei und Metallwarenfabrik Stoll & Elschner | um 1900 Salpeter-Werke AG, um 1942 Werkzeugbau der Fa. R. Sack | VEB BBG                                |
| A42         | PXVI        | | |                                                     | | | VEB Jutespinnerei                      |
| A43         | PXIV        | VEB Polygraph Druckmaschinen und Schriftguss (vormals Schelfer & Giesecke, später VEB Buchdruckmaschinenwerk) (1958–1966)                                      | | Wachsmuthstraße 4                                   | Schelter & Giesecke Maschinenfabrik, Polygraphische, Maschinen und Aufzüge | ab 1942 Schelter & Giesecke AG, ab 1948 VEB Buchdruckmaschinenwerk | VEB Buchdruckmaschinen                 |
| A44         |             | | |                                                     | | |                                        |
| A45         |             | | | Nonnenstr. 5 bzw. 12–18                             | Mey & Edlich Papierwäschefabrik | 1944 Zerstörung der Gebäude Nr. 12–18 bei einem Bombenangriff, ab 1972 Anschluss an VEB Plastex Delitzsch |                                        |
| A46         | PXI         | 1. Fa. Gebr. Wetzel, 2. SAG "Amo", 3. VEB Getriebewerke Leipzig (1937–1957)"                                                                                   | | Markranstädter Straße                               | Gebrüder Wetzel Maschinenfabrik | | VEB Gertiebewerke                      |
| A47         | PXII        | VEB Schwermaschinenbau S. M. Kirow Leipzig | |                                                     | | | VEB S. M. Kirow                        |
| A48         | PXIV        | | |                                                     | | | VEB Globus                             |
| A49         | PXI         | VEB Pumpen- und Gebläsewerk (früher Jaeger & Co.) (1957–1970)                                                                                                  | | Klingenstraße 16/18                                 | C.H. Jäger & Co. | ab 1952 VEB Pumpen- und Gebläsewerk Leipzig nach 1990, Pumpen- und Gebläsewerk Leipzig GmbH | VEB Pumpen- und Gebläsewerke           |
| A50         | PI          | | |                                                     | | | VEB Entaschung                         |
| A51         |             | | |                                                     | | |                                        |
| A52         | PX          | Münnich & Hedrich (später VEB Stahlkonstruktion Leipzig) (1972–1975)                                                                                           | VEB Baumwollspinnerei Leipzig (1969–1975) |                                                     | | | VEB Baumwollspinnerei (Nebenanschluss) |
| A53         | PX          | VEB Werkzeugmaschinenkombinat Mikrosa Leipzig (ehemals Großmann & Hennersdorf) (1954–1970)                                                                     | |                                                     | | | VEB Werkzeugmaschinen                  |
| A54         | PXVI        | Fa. Rudolf Petzold KG, Pächter: VEB Kohlehandel Leipzig, Lager Leipzig-West (1958–1964)                                                                        | |                                                     | | |                                        |
| A55         |             | | |                                                     | | |                                        |
| A56         |             | | |                                                     | | |                                        |
| A57         |             | | |                                                     | | |                                        |
| A58         | PX          | VEB Stahlbau und Verzinkerei Leipzig (später Leipziger Förderanlagenbau, danach Angliederung an VEB Schwermaschinenbau S. M. Kirow Leipzig) (1958–1972)        | |                                                     | | | VEB Stahlbau und Verzinkerei           |
| A59         | PI          | Eigentümer: Richters Erben (Verwalter Georg Brasch), Anschließer: Fa. Hoffmann & Schmidt, Glanzstärkefabrik (später USUS Leipzig, Haushaltschemie) (1958–1976) | |                                                     | | | Fa. R. Langhammer                      |
| A60         | PX          | Fa. Knopf & Mucke, Leipzig (später VEB Stahlhochbau Leipzig) (1958–1972)                                                                                       | |                                                     | | | Komm. Wohnungsverwaltung               |
| A61         | PX          | Fa. Fritz Kutzscher Fern- u. Nahtransporte (später VEB Kommunale Wohnungsverwaltung Leipzig) (1954–1973)                                                       | |                                                     | | | Fa. Knopf und Mucke                    |
| A62         |             | | |                                                     | | |                                        |
| A63         | PXVI        | 1. VEB Sachsenguß Leipzig, 2. Gebäudewirtschaft Leipzig, 3. VEB Bau Union (1954–1977)                                                                          | |                                                     | | | VEB Sachsenguss                        |
| A64         | PXVI        | GHK Lebensmittel, NL Leipzig Stadt | Fa. Carl Wünsche, Pächter: VEB Montan Leipzig (1957–1976) |                                                     | | | VEB Montan                             |
| A65         | PI          | Fa. W. Reinhardt, Nutzer: Fa. Hermann Rehwagen, Kistenfabrik (1958–1975)                                                                                       | Nebenanschluss der Fa. Benno Fischer (später Fa. Max Johannes Otto Leipzig) (1957–1975) |                                                     | | | Fa. B. Haupt                           |
| A66         |             | | |                                                     | | |                                        |
| A67         | PXVII       | VEB Zylindergiesserei Leipzig (1955–1970) | |                                                     | | | VEB Zylindergießerei                   |
| A68         | PXVI        | Klotz, Wunderlich & Co., Fabrik ätherischer Öle, Essenzen, künstliche Riechstoffe etc. (1957)                                                                  | |                                                     | | |                                        |
| A69         | PXVII       | | |                                                     | | | VEB Deutsche Spedition                 |
| A70         |             | Betonwerke Leipzig (1955–1967) | VEB Ingenieurbau Leipzig (Zusammenschluss aus den ehemaligen Firmen Gustav Berger, Max Pommer, Eduard Steyer und M. G. Richter & Co.) (1972–1974), Kraftwerk Lindenau, VEB (K) Verkehrsbetriebe der Stadt Leipzig (1965–1968) |                                                     | | |                                        |
| A71         | PXX         | VEB Minol (ehemals Benzol Verband GmbH Leipzig) (1956–1966) | |                                                     | | | VEB Minol                              |
| A72         | PIV         | VEB Falz- und Heftmaschinenwerk Leipzig (ehemals Fa. Gebr. Brehmer, später VEB Polygraph Leipzig, Buchbindereimaschinenwerk II) (1958–1978)                    | | Karl-Heine-Straße 107–111                           | Gebrüder Brehmer | ab 1888 Firma A. Heym Parkett- und Stabfussbodenfabrik, ab 1948 VEB Polygraph, ab 1951 VEB Falz- und Heftmaschinenwerk Leipzig, ab 1960 Zusammenschluss mit dem VEB Buchbindereimaschinenwerk, ab 1984 VEB Polygraph „Bubima“ wird Stammbetrieb des VEB Kombinat Polygraph „Werner Lamberz“ Leipzig            | VEB Druckmaschinen                     |
| A73         | PVI         | | |                                                     | | | Metallhandel                           |
| A74         | PX          | | |                                                     | | | RÜMA Blechwarenfabrik                  |
| A75         |             | | |                                                     | | |                                        |
| A76         | PXI         | VEB Weimarkombinat Landmaschinen, Betrieb Bodenbearbeitungsgeräte Leipzig (1958–1971)                                                                          | |                                                     | | |                                        |
| A77         | PXI         | | |                                                     | | | VEB BBG                                |
| A78         | PXVII       | | |                                                     | | | DHZ Metallurgie                        |
| A79         | PXVI        | Fa. Eugen Engert (später VEB Spezialbau Magdeburg) | Fa. Otto Pretzsch (später VEB Korroplast Leipzig / Mitnutzer: Hansa Werkstätten Hünicke & Co. KG) (1937–1977), |                                                     | | | Fa. Hünicke                            |
| A80         | PXVIII      | Fa. G. Herrnleben Leipzig, chemisch-technischer Erzeugnisse(1936–1958)                                                                                         | VEB Chemocolor Leipzig (ehemals Schliebe Chemie KG) (1972–1977) |                                                     | | | VEB (K) Bau Union                      |
| A81         |             | | |                                                     | | |                                        |
| A82         |             | VEB Bauunion Leipzig (ehemals VEB Bau) (1958) | |                                                     | | |                                        |
| A83         | PX          | VEB Bau Leipzig (später VEB (K) Baustoffwerke Leipzig) (1958–1966)                                                                                             | |                                                     | | | VEB Baustoffwerke                      |
| A84         | PXX         | DHZ Metallurgie Mitteldeutscher Metallhandel (früher DHZ Metallurgie Sächs. Edelstahlhärtereien, vorher Fa. Gebr. Röchling) (1955–1967)                        | DHZ Metallurgie Poldihütte Leipzig |                                                     | | | VH Metallhandel                        |
| A85         | PXVIII      | Fa. Hugo Meier, Pächter: VEB Zylindergießerei Leipzig | |                                                     | | | Fa. H. Meier                           |
| A86         | PXVII       | | |                                                     | | | VEB (K) Bau Union                      |
| A87         | PXX         | VEB Minol, Anschlussstelle Halle/S., Tanklager Leipzig (1956–1977)                                                                                             | |                                                     | | | VEB Minol                              |
| A87a        | PXX         | VEB Spezialbaukombinat Magdeburg, Produktionsbereich Beton- und Kühlturmbau Leipzig (1961–1967)                                                                | |                                                     | | | VEB Spezialbau Leipzig                 |
| A88         | PXV         | | |                                                     | | | Vogels Erben                           |
| A89         | PXX         | VE Spezialbaukombinat Magdeburg, Produktionsbereich Beton und Kühlturmbau Leipzig (1959–1967)                                                                  | |                                                     | | | VEB Spezialbau Leipzig                 |
| A90         | PXVI        | Rhenania-Ossag (Treuhänder: Verwaltung des ausländischen Mineralvermögens Berlin) (1954–1974)                                                                  | |                                                     | | | VEB Minol                              |
| A91         |             | | |                                                     | | |                                        |
| A92         | PX          | | |                                                     | | | VEB Stahlbau und Verzinkerei           |
| A93         | PX          | Hauptanschließer: VEB Leipziger Förderanlagenbau (später VEB ABUS Stahlbau und Verzinkerei Leipzig) (1960–1961)                                                | VEB Baustoffwerke Leipzig (später Betonwerke Laussig) (1961–1977), Fa. Tränkner & Würker AG (1961), DHZ Chemiehandel Leipzig, Pächter: DHZ Gummi Asbest und Kunststoffe Leipzig (1961–1977)                                   |                                                     | | |                                        |
| A94         |             | | |                                                     | | |                                        |
| A95         |             | | |                                                     | | |                                        |
| A96         | PX          | | |                                                     | | | VEB Baustoffversorgung Leipzig         |
| A97         |             | | |                                                     | | |                                        |
| A98         | PXIX        | Fa. Gäbler & Mann (verwaltet durch VEB Haus- und Grundbesitz Rat der Stadt Leipzig) (1955–1971), VEB Spezialbau Leipzig                                        | PGH Fahrzeugbau Leipzig, Wiewald-Anhänger (1972–1973) |                                                     | | | VEB Spezialbau Leipzig                 |
| A99         | PX          | VEB ABUS Stahlbau und Verzinkerei Leipzig (1958–1968) | |                                                     | | | VEB Stahlbau und Verzinkerei           |
| A100        | PX          | Hafenamt der Stadt Leipzig, Hafenbetriebsgesellschaft mbH Leipzig                                                                                              | |                                                     | | | VEAB Leipzig                           |
| N.B.        | PV          | | | Industriestraße 62                                  | Ladestelle 1 und Güterabfertigung der Königlich Sächsischen Staatseisenbahnen | Ab 1908 auch Fa. R. Foerstendorf, Baumaterialienhandlung, ab 1942 Deutsche Reichsbahn, Güterabfertigungsstelle | Ladestelle I                           |

## Verlauf der Stammgleise

### Stammgleis PI: Bahnhof Leipzig-Plagwitz – Ladestelle III, Gutsmuthsstraße
Stammgleis PI verband den Industriebahnhof Leipzig-Plagwitz mit der Ladestelle III in der Gutsmuthsstraße, dem heutigen Henriettenpark. Das Stammgleis verließ den Bahnhof in nördlicher Richtung und kreuzte dabei die Naumburger, Weißenfelser und Karl-Heine-Straße. Unmittelbar nach dem BÜ Karl-Heine-Straße zweigte nach rechts Stammgleis PIII (später A22) zum VEB GISAG und zum VEB Bodenbearbeitungsgeräte (BBG) ab. Von hier aus verläuft PI in Richtung Nordosten und überquert den Karl-Heine-Kanal mittels einer Brücke. Diese Brücke überquerte gleichzeitig auch das ehemalige Stammgleis PII, welches auf der nördlichen Böschung des Kanals verlief. Im Anschluss überquerte das Stammgleis die Endersstraße und verlief weiter zur ehemaligen Ladestelle III. Diese ist heute als Park neugestaltet.

### Stammgleis PII: Spinnereistraße – Gutsmuthsstraße
Das Stammgleis zweigte bei km 2,0 in Höhe Spinnereistraße von Stammgleis PX in nordöstlicher Richtung ab, überquerte dann die Saarländerstraße und dann den Karl-Heine-Kanal mittels einer Brücke auf Höhe des heute noch existierenden Gebäudes des ehemaligen Mörtelwerks. Die Brücke wurde im Zweiten Weltkrieg zerstört und nicht wieder aufgebaut. Die Widerlager der Brücke sind in der Straße „Am Kanal“ noch heute vorhanden. Nach Überquerung des Kanals zweigte Stammgleis PXVI in nordwestlicher Richtung von PII ab. Die Strecke verlief dann auf der nördlichen Böschung des Kanals und unterquerte die Saalfelder Brücke. Sie folgte weiter dem Verlauf des Kanals und unterquerte hierbei die Bahnbrücke der Bahnstrecke Leipzig–Probstzella, die König-August-Brücke (Straßenbrücke der Engertstraße), die Gleisbrücke von Stammgleis PI und die Gießerbrücke (Straßenbrücke der Gießerstraße). Nach der Gießerbrücke zweigte nach links ein Verbindungsgleis zu Stammgleis PI ab, welches die Endersstraße in schrägem Winkel überquerte. Nach Überquerung der Helmholtzstraße endete sie an der Gutsmuthsstraße. Der Verlauf des ehemaligen Stammgleises ist am nördlichen Kanalufer bis zur Helmholtzstraße als Rad- und Fußweg erhalten. Der Abschnitt Spinnereistraße bis zur ehemaligen Kanalbrücke ist auch heute noch auf Satellitenbildern gut erkennbar. Die Verbindung zu PI erkennt man noch sehr gut an den schräg zur Straßenflucht verlaufenden Häuserfassaden in der Endersstraße.

### Stammgleis PIII/A22: Abzweig von PI – VEB BBG (nördlich der Karl-Heine-Str.)
Zunächst als Stammgleis PIII bezeichnet, wechselte die Bezeichnung zu einem unbekannten Zeitpunkt, vermutlich in der ersten Hälfte des 20. Jahrhunderts, zu Anschluss A22, wobei PIII ersatzlos entfiel. Das Gleis zweigte unmittelbar nach dem BÜ Karl-Heine-Straße nach rechts von Stammgleis PI ab und führte zum VEB GISAG und zum VEB Bodenbearbeitungsgeräte (BBG). Hierbei überquerte es die Gießerstraße in Höhe der Hausnummer 6. Heute befindet sich an dieser Stelle ein Brachfläche, die auch als Jahrtausendfeld bezeichnet wird.

### Stammgleis PIV: Abzweig von PI – VEB BBG (südlich der Karl-Heine-Str.)
Das Gleis zweigte unmittelbar nach dem BÜ Naumburger Straße nach Nordosten von Stammgleis PI zum VEB Druckmaschinen und zum VEB Bodenbearbeitungsgeräte (BBG) ab. Hierbei überquerte es die Gießerstraße in Höhe der Hausnummer 12. Während das Gelände östlich der Gießerstraße neu bebaut ist und von der einstigen Nutzung nichts mehr erahnen lässt, befindet sich auf der Westseite noch die ursprüngliche Bebauung. Reste des Stammgleises und seiner Anschlüsse liegen nach wie vor im Pflaster der ehemaligen Industriehöfe.

### Stammgleise PV, PVa: Bahnhof Leipzig-Plagwitz – Ladestelle I, Industriestraße
Stammgleis PV zweigte nach dem BÜ Naumburger Straße in nordwestlicher Richtung von PVI ab. Es verlief dann weiter parallel der Weißenfelser Straße. Kurz vor Erreichen der Gießerstraße zweigte PVa nach links ab, um diese gemeinsam mit PV auf Höhe der Ecke Industrie-/ Gießerstraße zu queren. PVa bediente das Gelände der Verzinkerei und Wellblechwalzwerk, Grohmann & Frosch. Markantes Bauwerk dieses Unternehmens ist das Leipziger Stelzenhaus. PV führt nach der Gießerstraße weiter geradeaus und verläuft parallel der Industriestraße zur Ladestelle I, welche sich bis zur Zschocherschen Straße erstreckte. Mittlerweile ist die Ladestelle zu einem Stadtteilpark umgestaltet. Die Wege werden teilweise noch durch die alten Gleisverläufe begrenzt. Ein kurzes Stück Gleis mit Prellbock und ein ehemaliger Güterschuppen zeugen noch heute von der ehemaligen Funktion des Geländes.

### Stammgleise PVI, PVII: Bahnhof Leipzig-Plagwitz – Zschochersche Straße
Stammgleis PVI verließ den Bahnhof in nördlicher Richtung und kreuzte zunächst die Naumburger Straße. Nach dem Abzweig von PV schwenkte es in Richtung Osten und verlief parallel der Naumburger Straße bis zur Zschocherschen Straße. Hierbei überquerte es die Gießerstraße in Höhe der Hausnummer 19. Stammgleis PVII zweigte nach der Konsumzentrale nach rechts von PVI ab, überquerte die Naumburger und Zschochersche Straße und endete auf dem Gelände der Brauerei C. W. Naumann. Der Verlauf des ehemaligen Stammgleises PVI ist als Rad- und Fußweg vom Bahnhof zur Zschocherschen Straße erhalten. Der Verlauf von PVII ist auch heute noch gut aus der Luft zu erkennen.

### Stammgleis PVIII: Ladestelle I, Industriestraße – Ladestelle II, Gleisstraße
Stammgleis PVIII zweigte nach dem BÜ Gießerstraße in östlicher Richtung von PV ab und verlief dann weiter parallel des Karl-Heine-Kanals. Die Zschochersche Straße wurde gemeinsam mit dem Kanal unter der König-Johann-Brücke unterquert. Zwischen der Zschocherschen Straße und Erich-Zeigner-Allee teilte sich die Strecke. PVIII zweigte nach Nordosten Richtung Ladestelle II ab. Nach Kreuzung der Erich-Zeigner-Allee wurde der Kanal auf einer Bahnbrücke überquert, auf der später das Gebäude der Riverboat-Bühne erbaut wurde. Die Strecke führte dann parallel der Nonnenstraße weiter zur Ladestelle II, die sich zwischen Nonnen- und Gleisstraße befand. Vorher kreuzte sie noch die Weißenfelser Straße zwischen den Hausnummern 2 und 4.

### Die Verbindungsbahn Bahnhof Leipzig-Plagwitz – Leipzig-Connewitz und Stammgleis PIX
Stammgleis PIX zweigte vor der Erich-Zeigner-Allee (bis 1949 Elisabethallee) von der Bahnstrecke Leipzig-Connewitz–Plagwitz nach Süden ab und überquerte die Allee gemeinsam mit ihr. Endpunkt war die Firma H.Pohl in der Erich-Zeigner-Allee 73.

### Stammgleise PXI-PXV: Bahnhof Leipzig-Plagwitz – Zschochersche Straße
Die Stammgleise PXII-PXV zweigten in Form einer Gleisharfe von PXI ab, welches südlich der Antonienbrücke begann. Sie dienten der Erschließung des Industriegebiets Plagwitz zwischen Siemens-, Industrie- und Zschocherscher Straße. Die Stammgleise verliefen jeweils mittig zwischen den Straßen und kreuzten jeweils die Klingen- und Gießerstraße. PXII kreuzte zusätzlich noch die Markranstädter Straße, PXIII bis PXV die Wachsmuthstraße. PXIV führte über die Zschochersche Straße hinaus auf das Gelände der ehemaligen Kammgarnspinnerei. Die Gleise sind teilweise in ihrem Verlauf noch immer als Wege erhalten, die vom ehemaligen Bahnhofsgelände in das Wohn- und Industriegebiet führen. Auch sind einige Gleisreste noch auf den ehemaligen Wegübergängen und den Industriegrundstücken zu finden.

### Stammgleise PXVI-PXX: Abzweig von PII und PX – Ernst-Keil-Straße
Die Stammgleise PXVII-PXX zweigten ebenfalls in Form einer Gleisharfe von PXVI ab, welches ursprünglich nördlich des Karl-Heine-Kanals von PII abzweigte und die Lützener Straße überquerte. Nach Zerstörung der Brücke von PII über den Karl-Heine-Kanal im Zweiten Weltkrieg wurde PXVI kurz vor dem BÜ Plautstraße an PX angebunden. Die Stammgleise dienten der Erschließung des von der Leipziger Westend-Baugesellschaft geschaffenen Industriegebiets Neu-Lindenau zwischen Plaut-, Schomburgk- und Merseburger Straße. Auch hier verliefen die Stammgleise jeweils mittig zwischen den Straßen und kreuzten jeweils die Plaut- und zum Teil auch die Abrahamstraße.

## Bilder

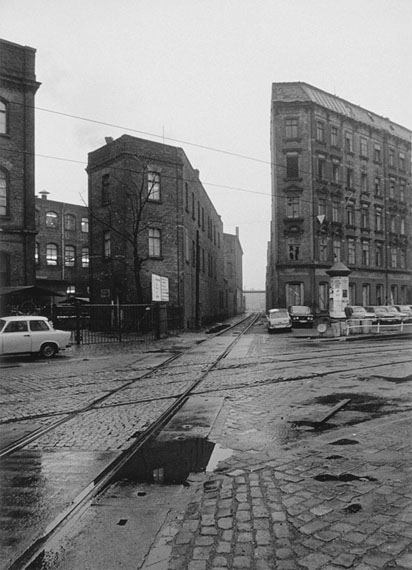
Stammgleis PI
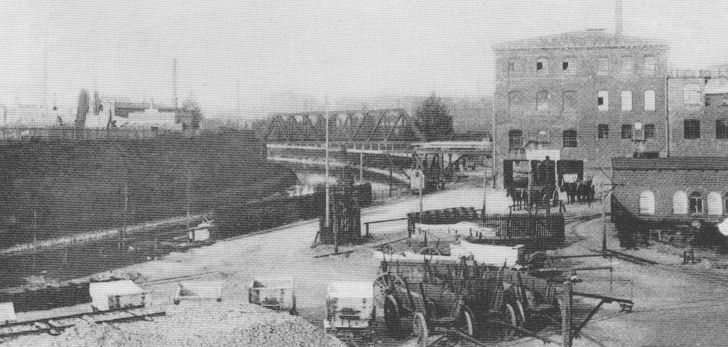
Stammgleis PII
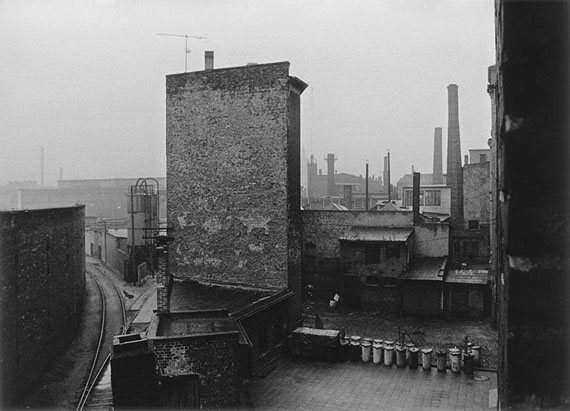
Abzweig Stammgleis PIII
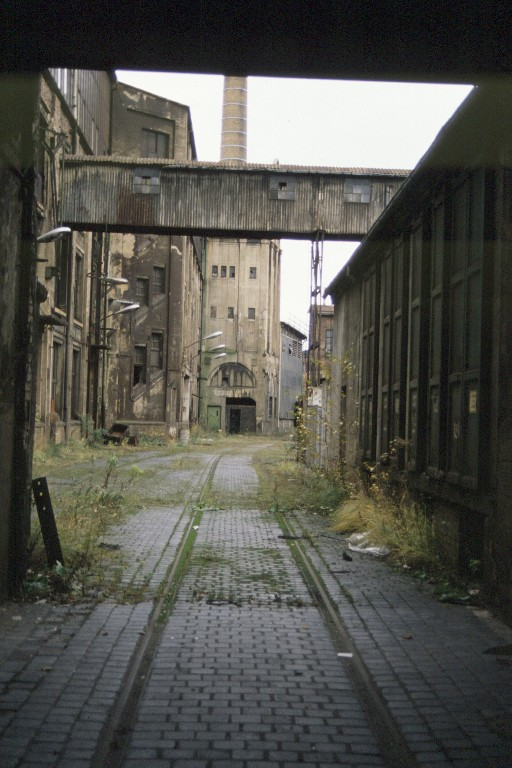
Stammgleis PIV
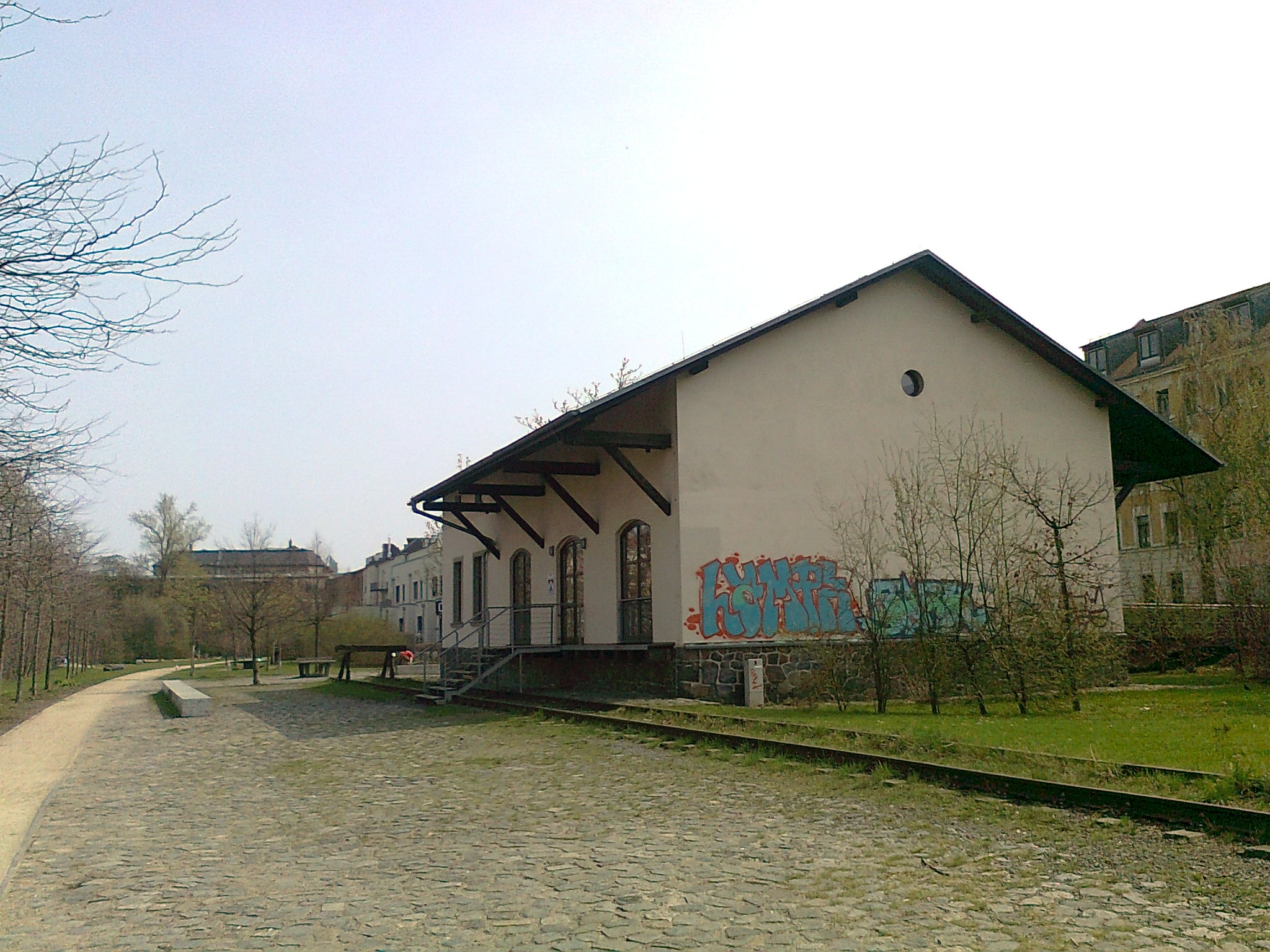
Stammgleis PV
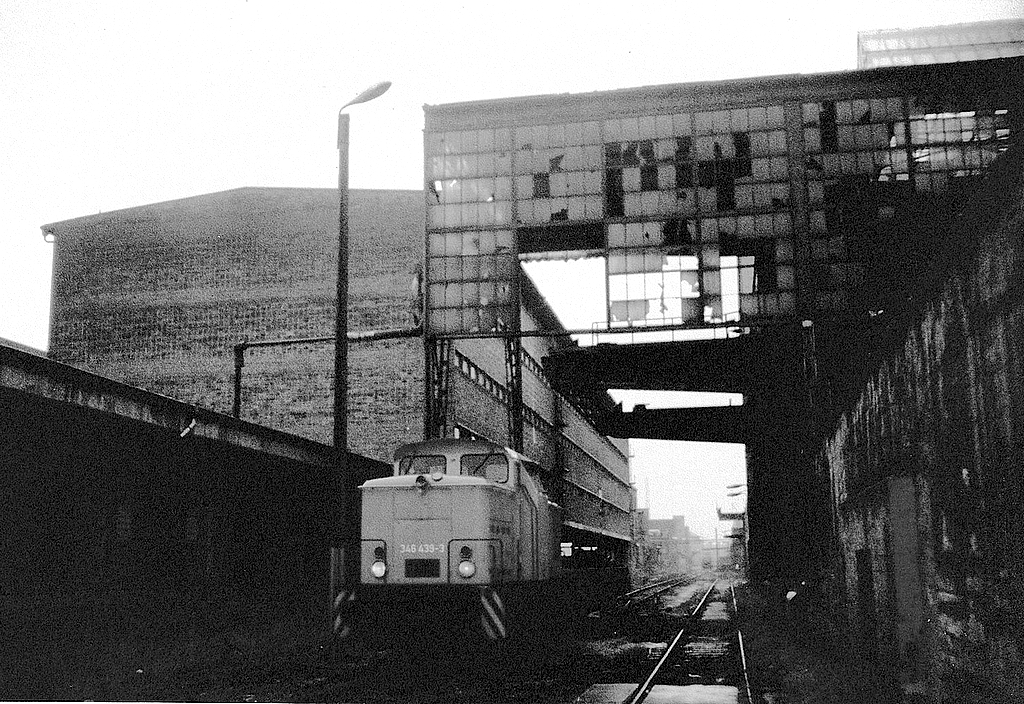
Stammgleis PVI/PVII
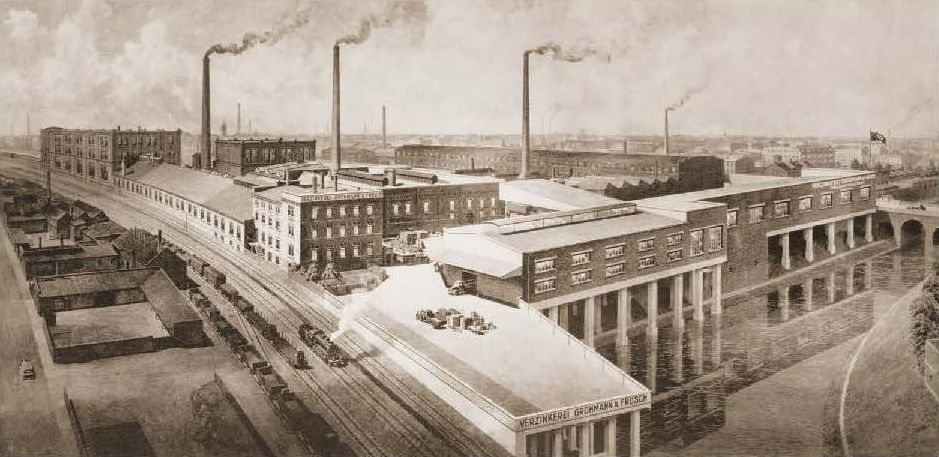
Ladestelle I und Stammgleise PV, PVIII
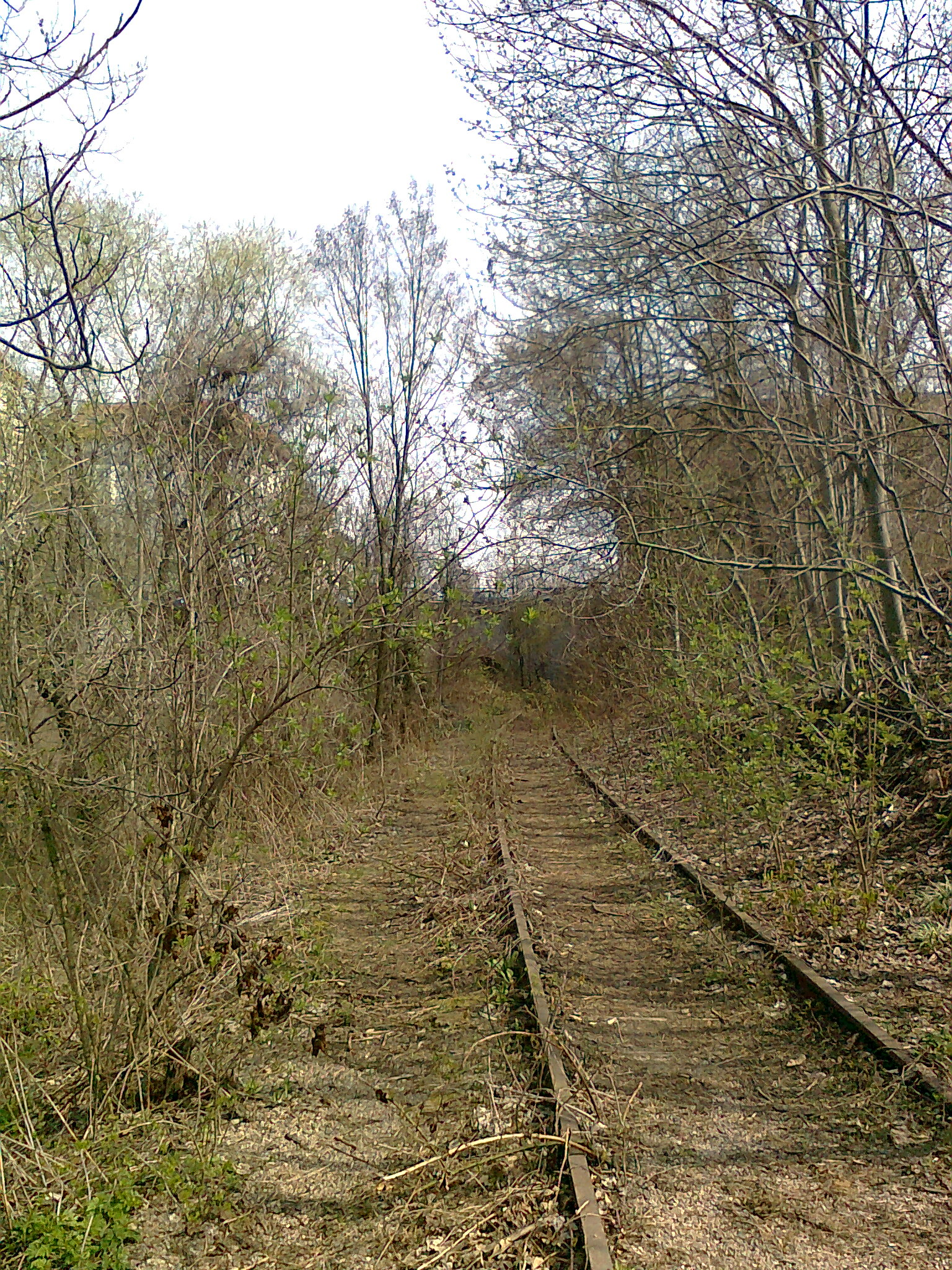
Stammgleis PVIII
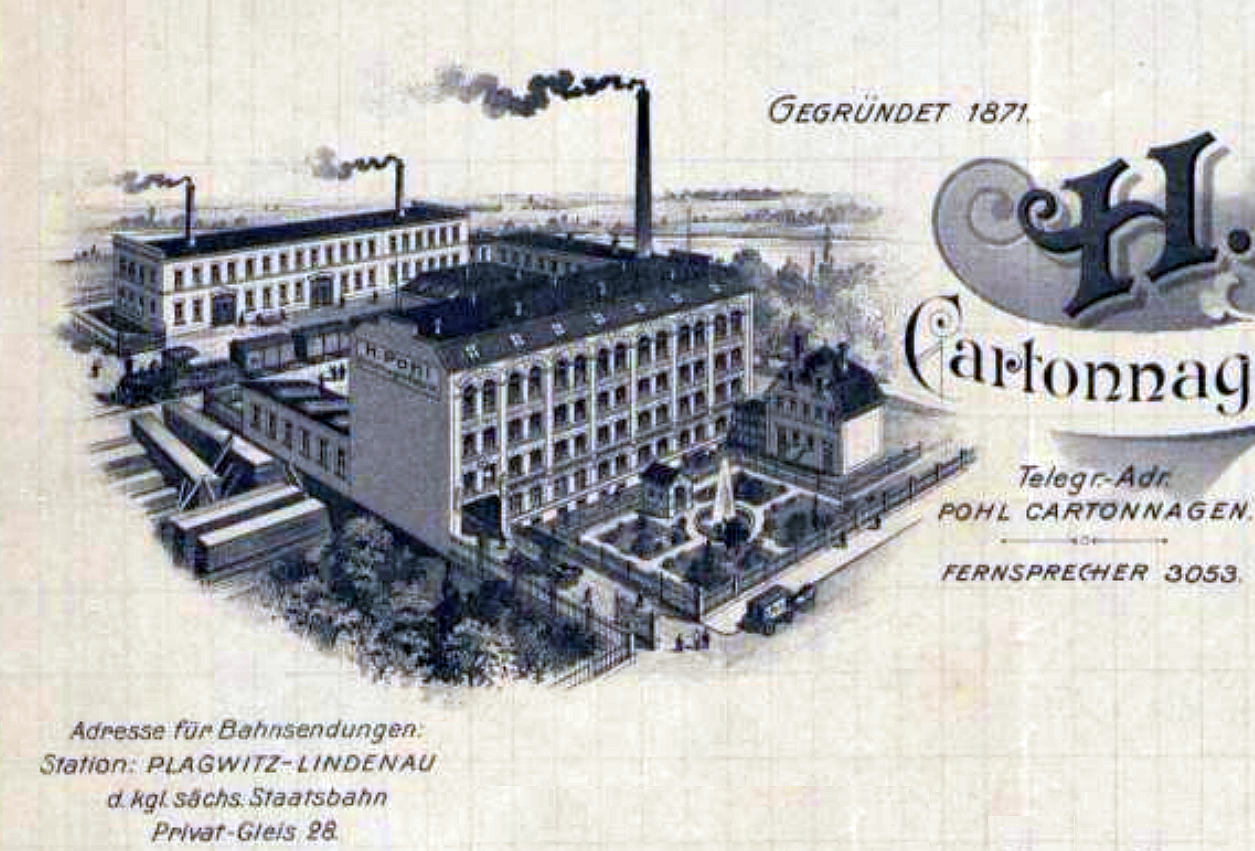
Ende Stammgleis PIX
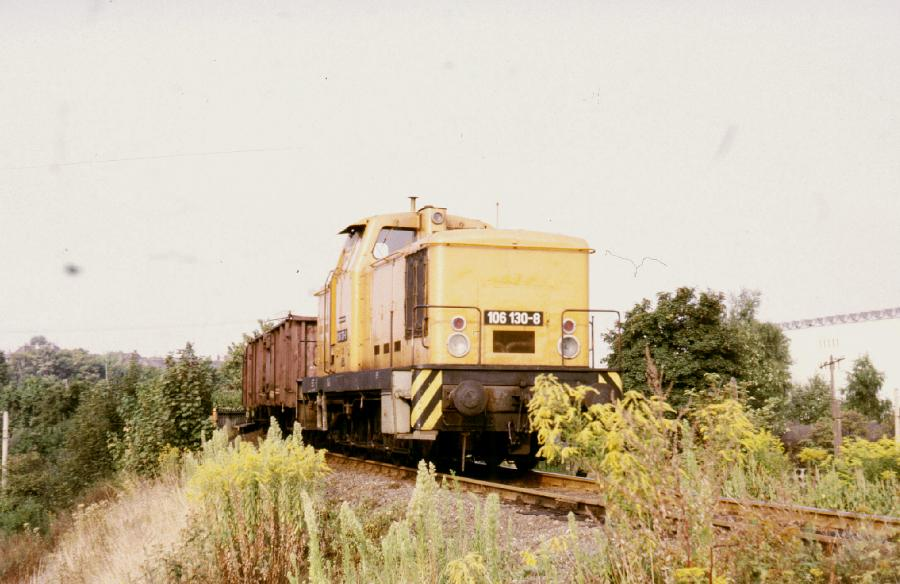
Stammgleis PX
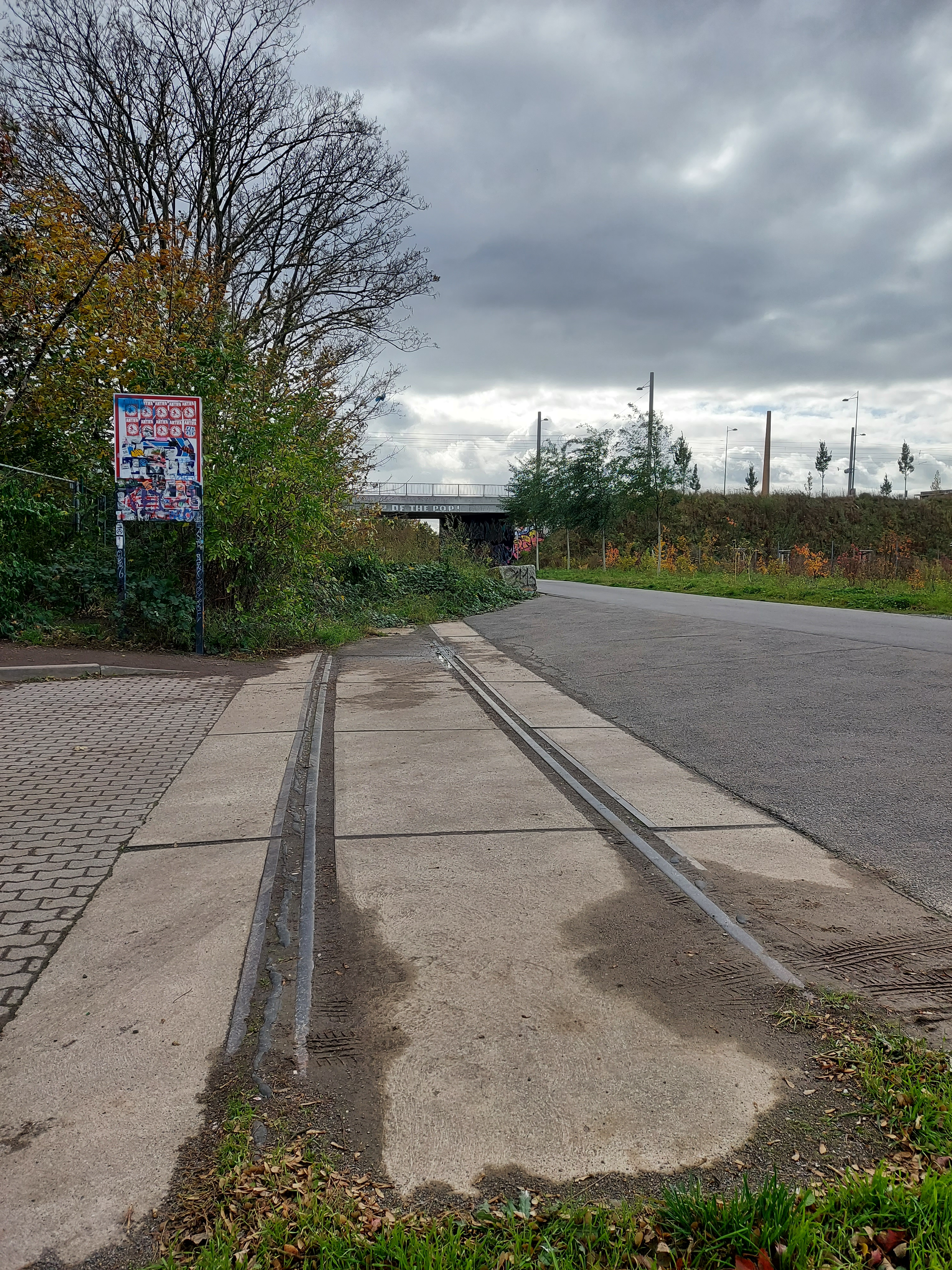
Stammgleis PXI
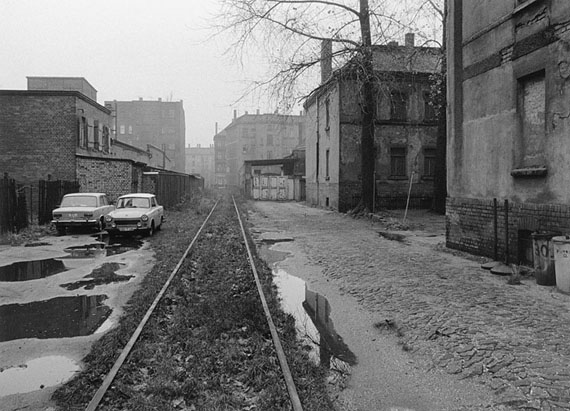
Stammgleis PXII
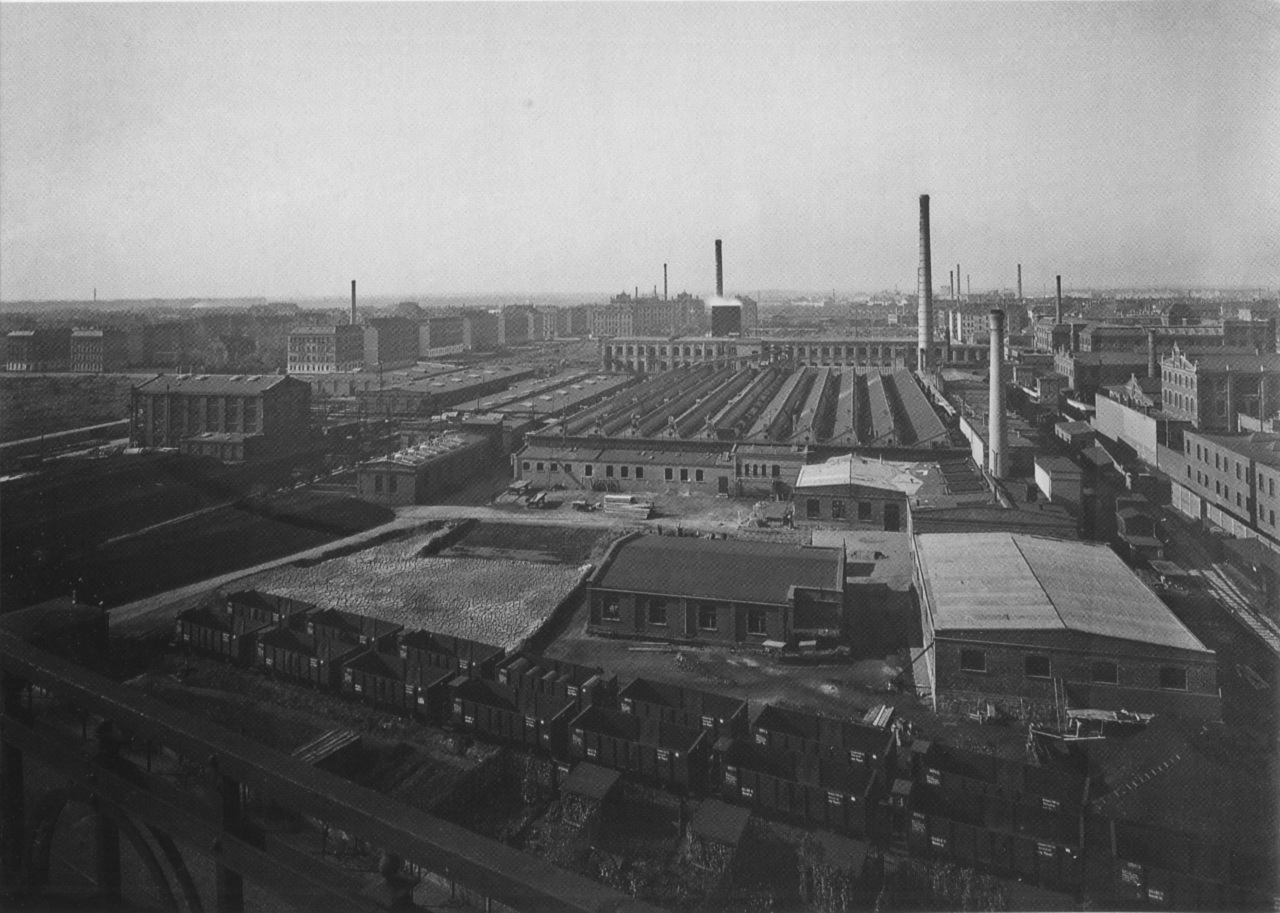
Stammgleis PXIII (rechts)
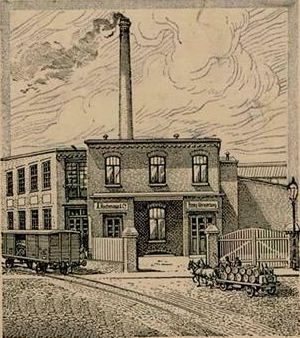
Stammgleis PXIV
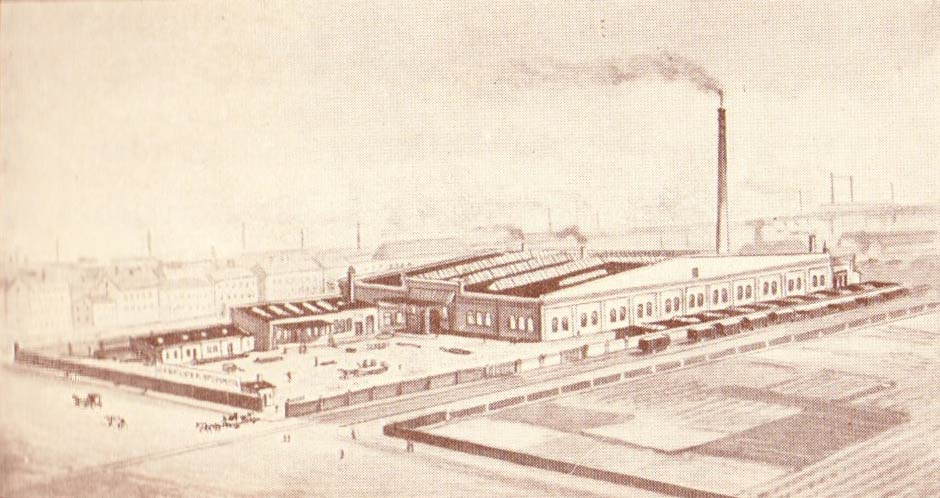
Stammgleis PXV
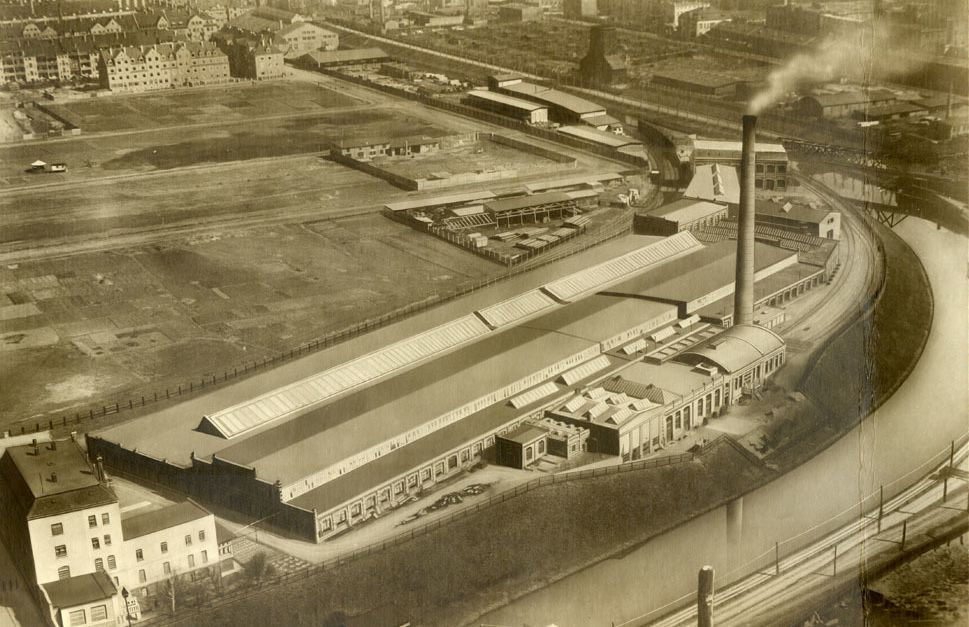
Stammgleise PXVI, PII, PX
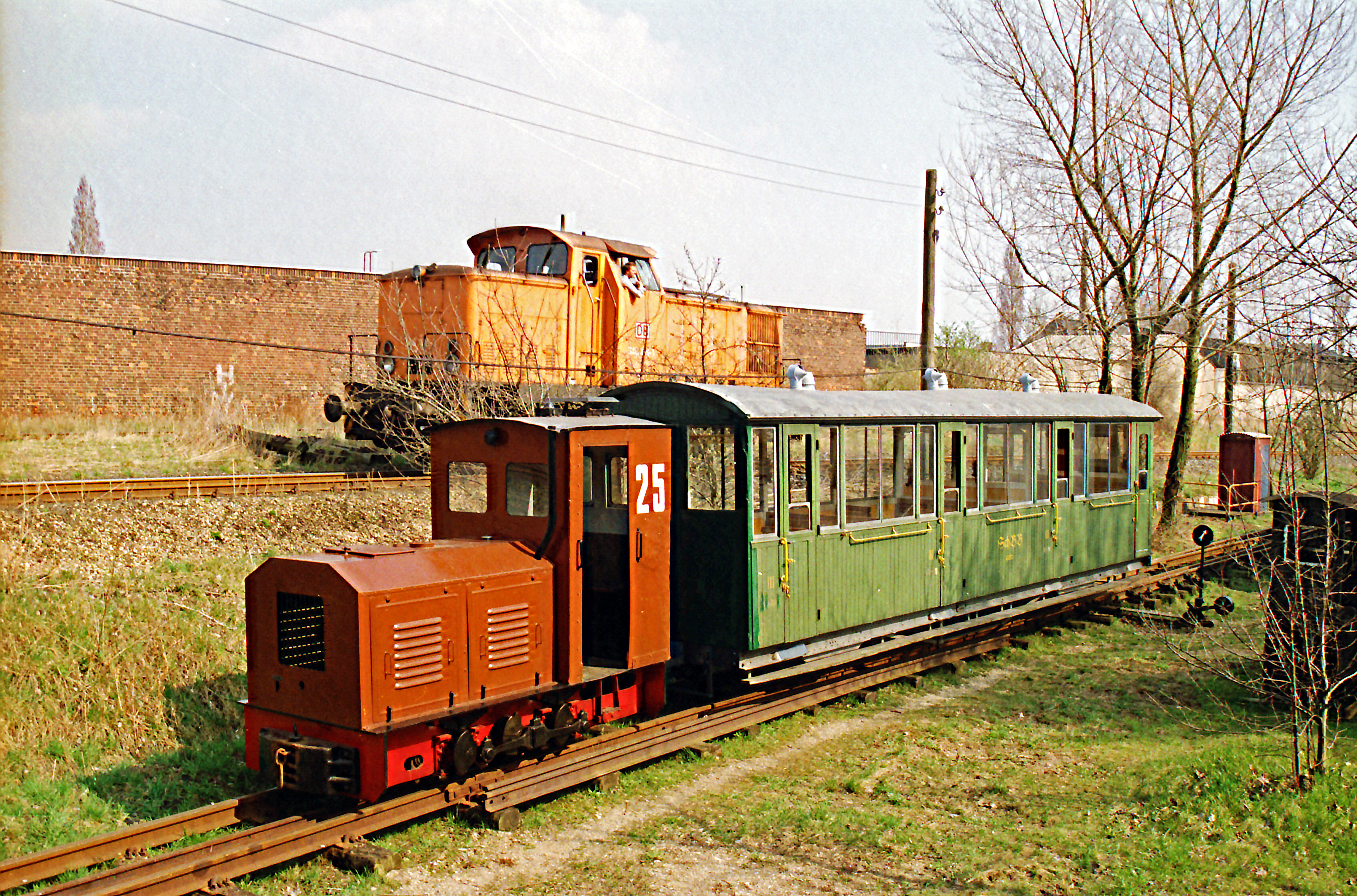
Stammgleis PX mit V60, dahinter PXVI
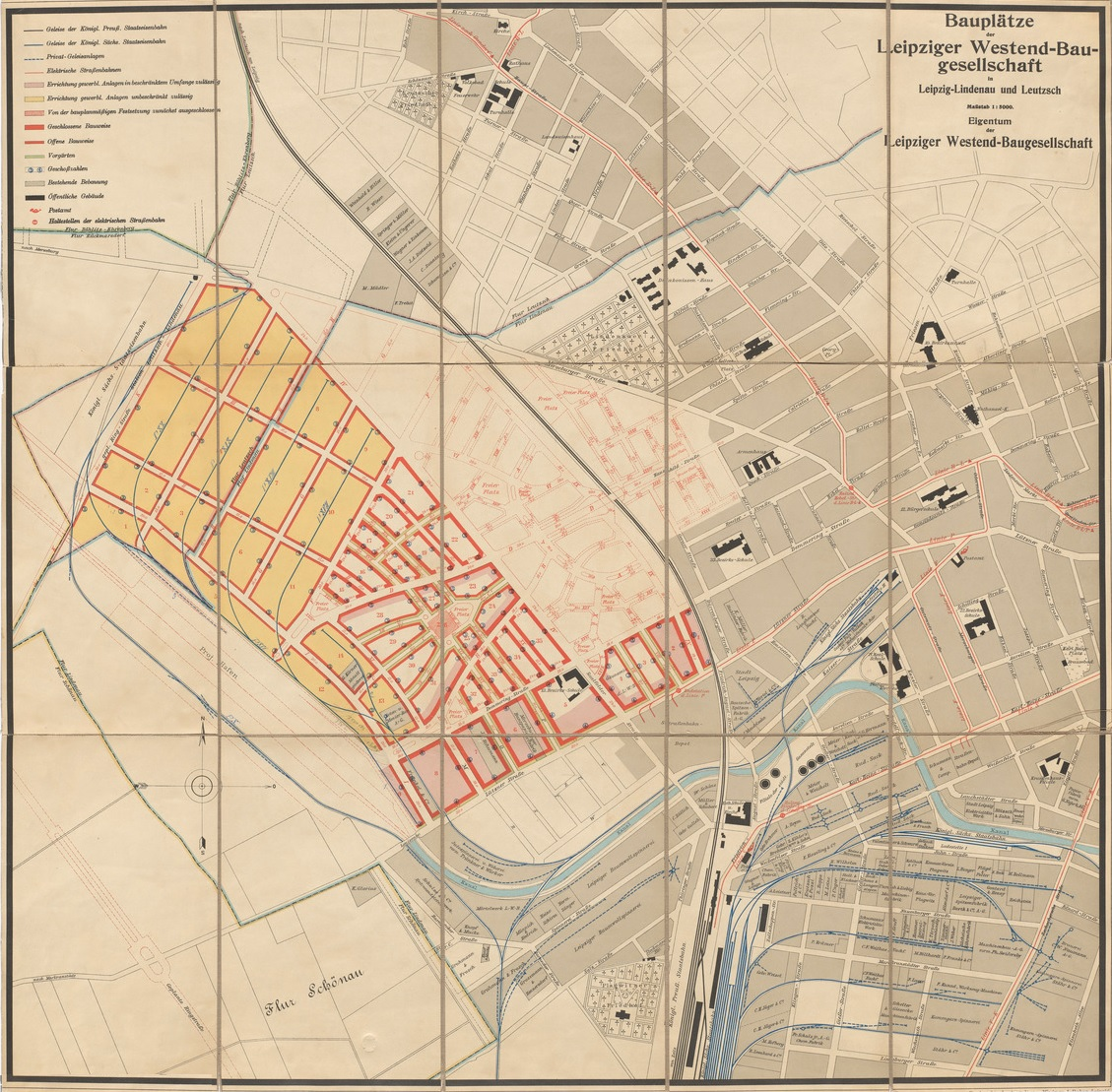
Stammgleise PXVI-PXX
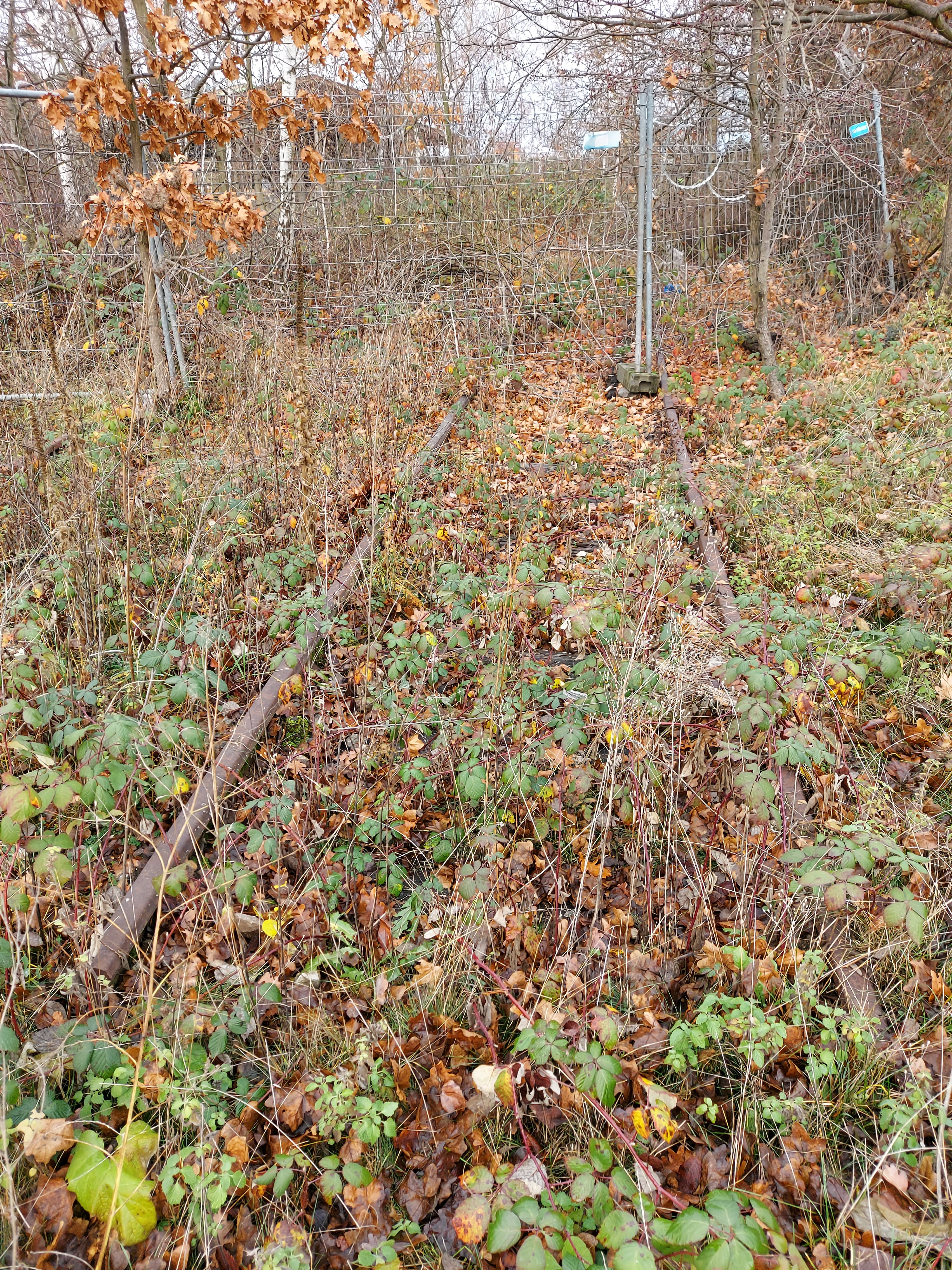
Gleisrest Stammgleis PXX
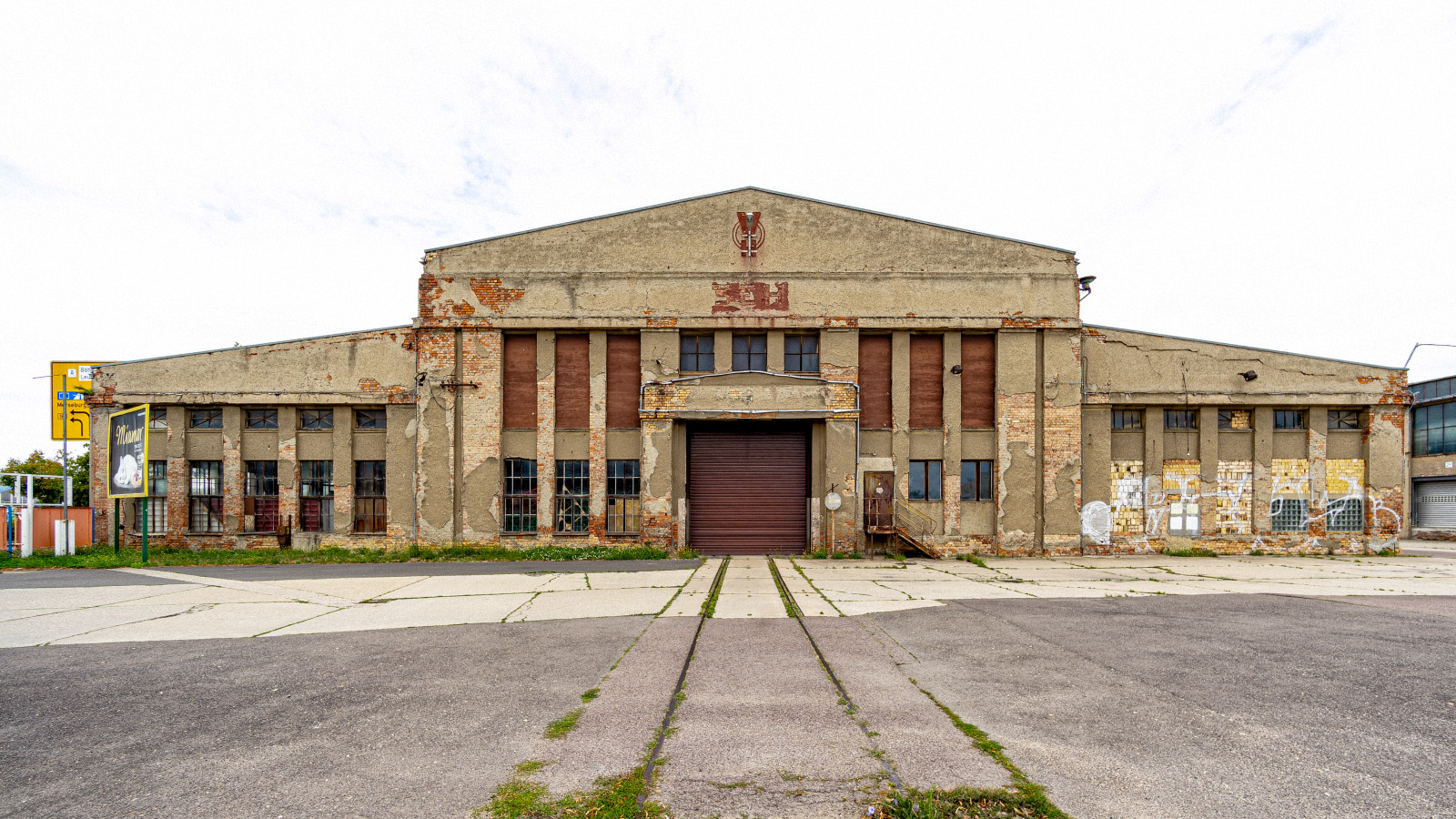
Ende Stammgleis PXX